# کهنک لدی
مذهب:شیعه85% /سنی15% 
طایفه ها:هاشمزهی / شهلی بر /   بامری/////شهدوستی ~سابکی~ گوسی~ و... 
کهنک لدی، روستایی از توابع بخش مرکزی شهرستان دلگان در استان سیستان و بلوچستان ایران است.

## جمعیت
این روستا در دهستان دلگان قرار دارد و براساس سرشماری مرکز آمار ایران در سال ۱۳۸۵، جمعیت آن 7000نفر بوده‌است.